# Drosera zonaria
Drosera zonaria es una especie de planta perenne tuberosa  perteneciente al género de plantas carnívoras Drosera. 

## Descripción

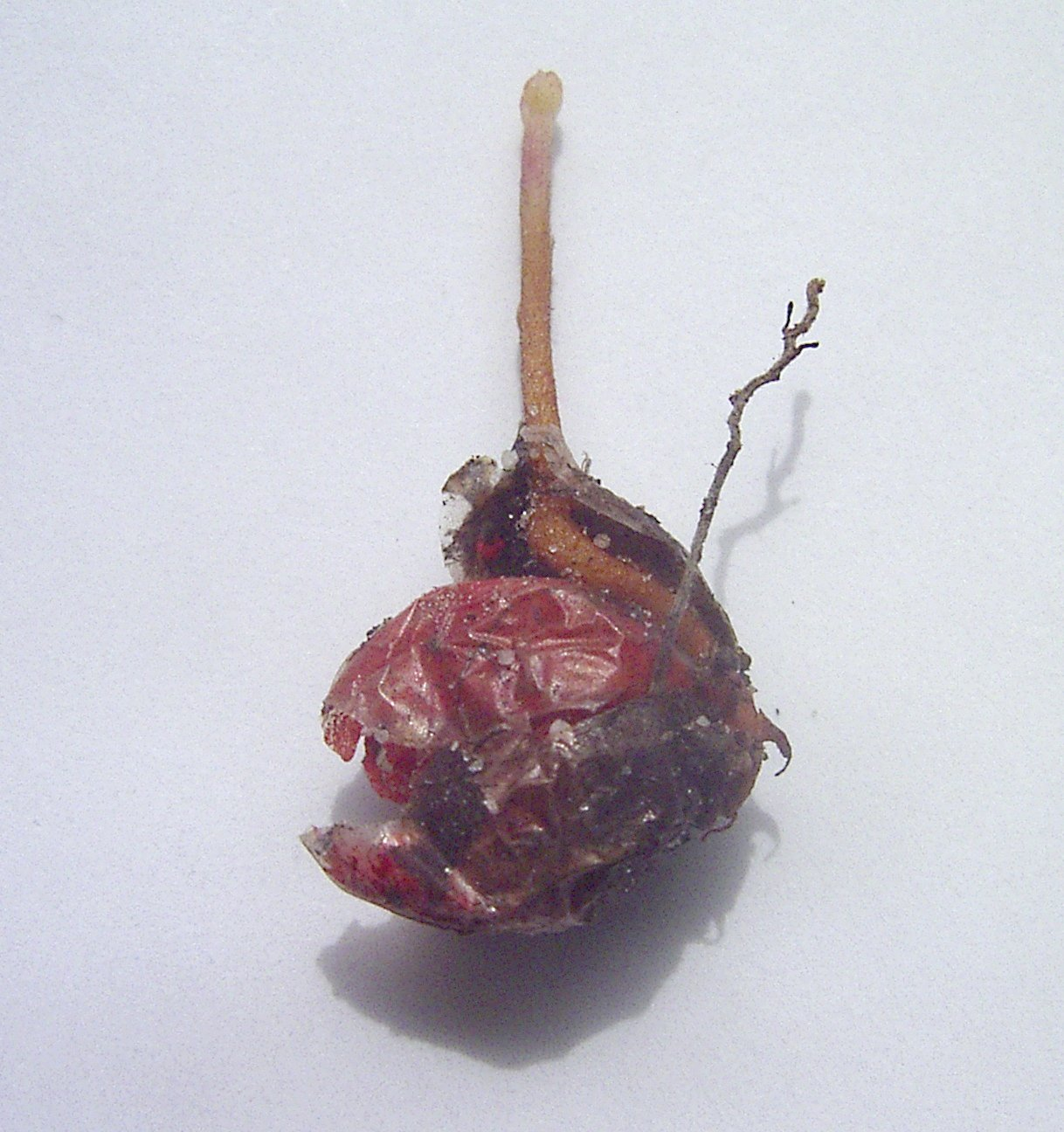
D. zonaria tubérculo comenzando a emerger de la latencia

Forma una apretada roseta de aproximadamente 5 a 7 cm de diámetro con 20 a 30 hojas de color verde a  rojo dispuestas en capas concéntricas. Las hojas son normalmente de 1 cm de ancho y se describen generalmente como con "forma de riñón", con los bordes de las hojas carmesí. Las flores son de color blanco, dulcemente perfumadas y muy similares a los de D. erythrorhiza, emergen sobre escapos de 4 a 5 cm de alto.  Como la mayoría de otras especies tuberosas de Drosera, pierde las partes aéreas durante los meses secos del verano y el  carnoso  tubérculo retrocede de 10 a 30 cm por debajo del suelo.

## Distribución y hábitat
Es endémica del sudoeste de Australia Occidental desde cerca de Perth hasta Esperance. Crece en las arenas de sílice  en el bosque abierto o en brezales costeros  y sólo florece después de un incendio forestal, con lo que se especula que la causa es por la liberación de etileno.

## Taxonomía
Las flores son tan raras que muy pocos botánicos las han visto alguna vez. La floración fue vista por primera vez en 1954, 106 años después de haber sido formalmente descrita en 1848 por Jules Emile Planchon en los Annales des Sciences Naturelles 9:303,1848. Fue recogido por primera vez cerca de la Colonia del Río Swan por James Drummond.  Los especímenes recogidos por Drummond fueron sólo dos rosetas estériles; otros autores más tarde intentarían determinar la especie adecuada para estos especímenes. George Bentham en 1864 puso en duda la situación de las especies de D. zonaria y sugirió que los especímenes de Drummond podrían ser en realidad ejemplos de D. rosulata. En la década de 1930, tanto Friedrich Ludwig Emil Diels como Charles Austin Gardner omiten este nombre de la especie en sus discusiones sobre el género. El espécimen tipo fue registrado incluso en el nombre de D. erythrorhiza en el Real Jardín Botánico de Kew. La especie fue redescubierta por último, cerca de Guildford en 1952 por M.C. Russell, que luego también la vio en flor por primera vez en mayo de 1954. En la época en que Rica Erickson escribió su libro Plants of Prey in Australia  (1968), no se había vuelto a encontrar ningún otro espécimen en flor.
Sinonimia
- Sondera zonaria (Planch.) Chrtek & Slavíková, Novit. Bot. Univ. Carol. 13: 45 (1999 publ. 2000).[11]